# (10289) Geoffperry
(10289) Geoffperry est un astéroïde de la ceinture principale.

## Description
(10289) Geoffperry est un astéroïde de la ceinture principale. Il fut découvert le 24 août 1984 à Harvard par l'observatoire Oak Ridge. Il présente une orbite caractérisée par un demi-grand axe de 3,20 UA, une excentricité de 0,20 et une inclinaison de 2,0° par rapport à l'écliptique.

## Compléments